# Abandon à la Providence divine
 (octobre 2023).
Si vous disposez d'ouvrages ou d'articles de référence ou si vous connaissez des sites web de qualité traitant du thème abordé ici, merci de compléter l'article en donnant les références utiles à sa vérifiabilité et en les liant à la section « Notes et références ».
L’Abandon à la Providence divine est un petit traité de spiritualité chrétienne composé durant la première moitié du XVIIIe siècle. Longtemps attribué au père de Caussade dont il reflète la spiritualité, il fut publié pour la première fois (avec des lettres de Caussade) par le père Henri Ramière en 1861 et continue à avoir la faveur du public (dernière réédition en 2018). Il est parfois considéré, à tort, comme relevant du quiétisme qui est une hérésie, en raison de l'abandon à Dieu qui y est prôné. 

## Histoire
Une série de lettres spirituelles sur l’importance de s’abandonner à l’action divine dans la vie spirituelle, composées aux environs de 1740, sont rassemblées par les religieuses visitandines de Nancy, au XVIIIe siècle, et présentées comme ayant été écrites par leur directeur spirituel le père jésuite Jean-Pierre de Caussade. C’est comme œuvre posthume du père  de Caussade qu’elles sont éditées et publiées en 1861 par le père Henri Ramière. L’édition la plus complète est celle de 1870, en deux volumes, par le même Ramière.
La critique historique récente a prouvé que, si le traité et les lettres reflètent effectivement la spiritualité semi-quiétiste du père de Caussade, elles ne seraient pas toutes directement de sa plume, mais auraient été écrites par une ‘Dame de Lorraine’ appartenant au milieu de la mystique laïque, Madame Guyon, puis lues et recopiées par les religieuses visitandines de Nancy.   
C’est ce petit traité et les lettres publiées au XIXe siècle qui ont fait connaitre le père Jean-Pierre de Caussade et l’ont fait reconnaître comme authentique maître spirituel, même si leur tendance ‘quiétiste’ fut parfois mise en question, par confusion entre le véritable quiétisme (abandon totalement passif à Dieu dans un acte unique et insouciant) et le semi-quiétisme (abandon actif, progressif, croissant avec le développement de la confiance en Dieu et de la réception de son pur-amour).

## Contenu (édition de Ramière)
Première partie : Traité de l’abandon à la Providence divine
- Livre premier (de la vertu d’abandon)

1. Chapitre I – La sainteté consiste dans la fidélité à l’ordre de Dieu et dans l’abandon à son action
2. Chapitre II - L’action divine travaille sans relâche à la sanctification des âmes

- Livre second (de l’état d’abandon) :

1. Chapitre I : Nature et excellence de l’état d’abandon
2. Chapitre II : Devoir des âmes que Dieu appelle à l’état d’abandon
3. Chapitre III – Épreuves attachées à l’état d’abandon
4. Chapitre IV – De l’assistance paternelle dont Dieu entoure les âmes qui s’abandonnent à lui

Avis spirituels du père de Caussade (adressés à diverses religieuses)
1. Avis pour acquérir une parfaite conformité à la volonté de Dieu
2. Avis pour la conduite intérieure d’une âme appelée à la vie d’abandon
3. Méthode de direction intérieure
4. Sur la conduite à tenir après les fautes
5. Sur les tentations et peines intérieures

Seconde partie : Lettres sur la pratique de l’abandon à la providence divine
- Livre premier : estime et amour de l’abandon: 11 lettres (1731 à1734) adressées à des religieuses
- Livre deuxième : exercice de la vertu d’abandon: 36 lettres (1731 à 1742) adressées à des religieuse (particulièrement à sœur Marie-Thérèse de Vioménil)
- Livre troisième : obstacles à l’abandon: 16 lettres (1731 à 1735) adressées à des religieuses (particulièrement à sœur Marie-Thérèse de Vioménil)